# De Kalverendans en De Hopsack

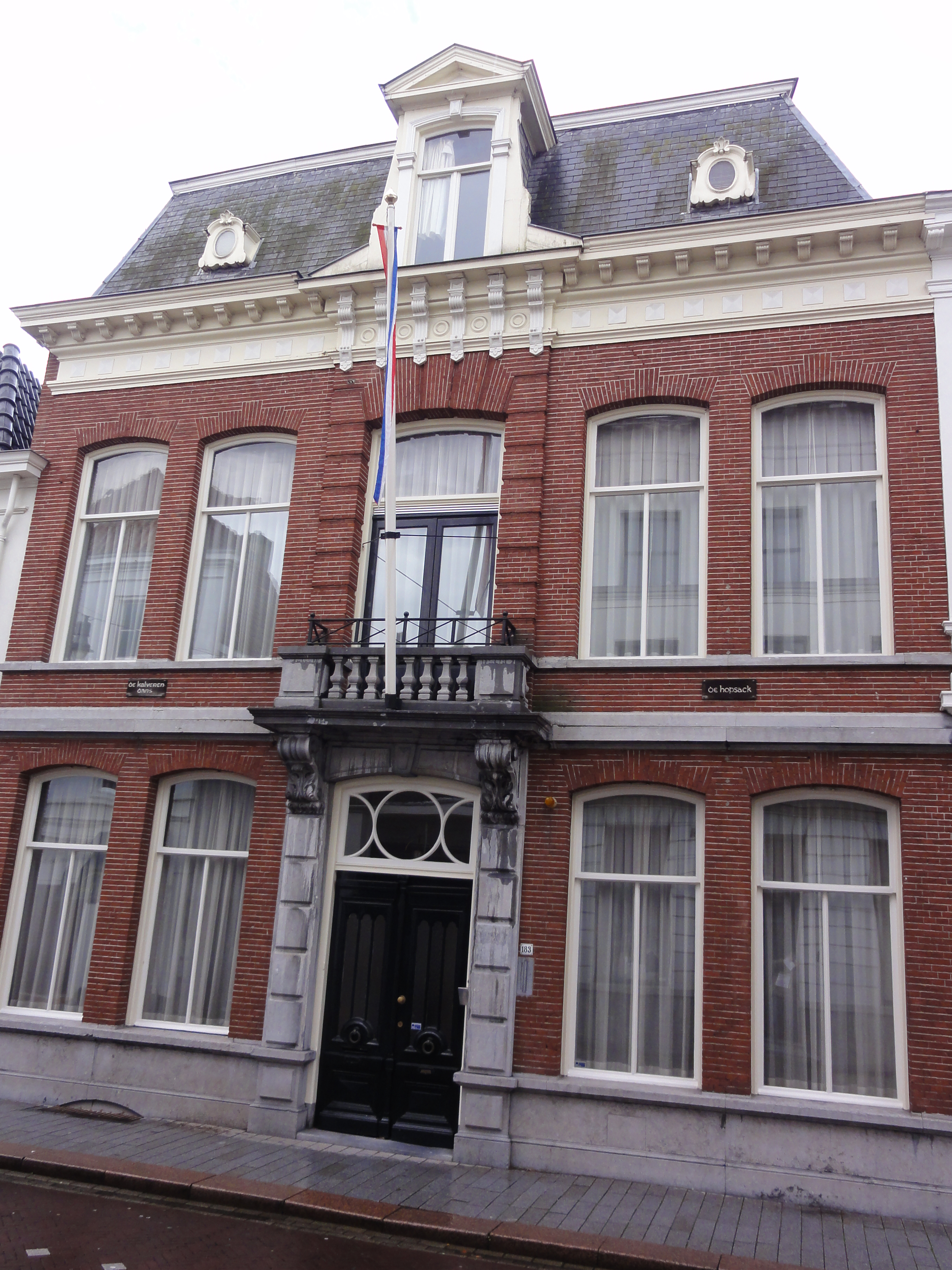
De Kalverendans en De Hopsack

De Kalverendans en De Hopsack, ook bekend onder de naam De Witte Lelie, is de naam van het pand aan de Hinthamerstraat 183. Het pand is een rijksmonument onder monumentnummer 522467. Tijdens de retorsieperiode was het pand een van de vele schuilkerken in 's-Hertogenbosch.
Het herenhuis is gelegen aan de zuidzijde van de Hinthamerstraat in de Binnenstad van de stad. Het pand is oorspronkelijk gebouwd en verdeeld in twee aparte woningen. Later, omstreeks 1880 werden deze huizen samengevoegd tot een woonhuis.